# Konterket
De naam Konterket is een verbastering van de Korteketenbrug.
Dit was een brug over de Grote Beek, welke in 1835 werd gebruikt om materialen voor de aanleg van het Kamp van Beverlo aan te dragen. De Walen verbasterden de naam van de brug tot: Pont-Contrequette, wat door de Vlamingen weer tot Konterket werd verbasterd.
Aan de zuidzijde van deze brug, nabij het dorp Beverlo, concentreerden zich al snel gelegenheden tot vertier voor de soldaten, zoals cafés, cabaret, alsmede dames van vederlichte zeden. Het spreekt voor zich dat de atmosfeer van Konterket ook in de Vlaamse literatuur een rol heeft gespeeld, zoals bij Marnix Gijsen in zijn Klaaglied om Agnes.
Aldus ontstond ook het verhaal van de Heks van Konterket, doelend op de toenmalige sfeer die de militairen zou beheksen en waardoor ze hun geliefde zouden verliezen. Sinds 1987 wordt te Leopoldsburg, op de zaterdag voor carnaval, de Heks van Konterket ten tonele gevoerd, die prompt door de carnavalsprins wordt veroordeeld tot de brandstapel, waarna het vonnis daadwerkelijk wordt voltrokken. De dag daarop is ze echter weer present om, gezeten op een bezem, tijdens de carnavalsoptocht de mannen gade te slaan en schunnig naar hen te knipogen.

## Externe bron
- De Heks van Konterket